# 丹特·卡尔涅尔
丹特·卡尔涅尔（義大利語：Dante Carniel，1890年—1958年），意大利前男子击剑运动员。他曾代表意大利参加1924年夏季奥林匹克运动会击剑比赛，结果获得男子团体花剑项目的第四名。